# Эль-Гарраф
Эль-Гарраф (араб. نهر الغراف‎) — старинный канал, который соединяет реки Тигр и Евфрат в Ираке.
Эль-Гарраф был одной из оборонительных линий Османской империи, театром боевых действий во время Первой мировой Войны.
В 1934—1939 годах на реке Тигр была построена плотина Эль-Кут (араб. سدة الكوت‎), с её помощью контролируется уровень воды в канале.

## Русло
У Тигра канал имеет ширину около 100 метров (сравнимую с шириной самого Тигра в этом районе); далее его ширина постепенно уменьшается до 20 м, и наконец около Эш-Шатры это основное русло разветвляется на несколько более узких (шириной 3—10 м), идущих в разных направлениях. Идущее на юг ответвление, берущее начало в точке 31°27′23″ с. ш. 46°09′37″ в. д., доходит до Насирии, где и впадает в Евфрат (в месте впадения его ширина составляет всего 2—3 м).